# Marcus Golter

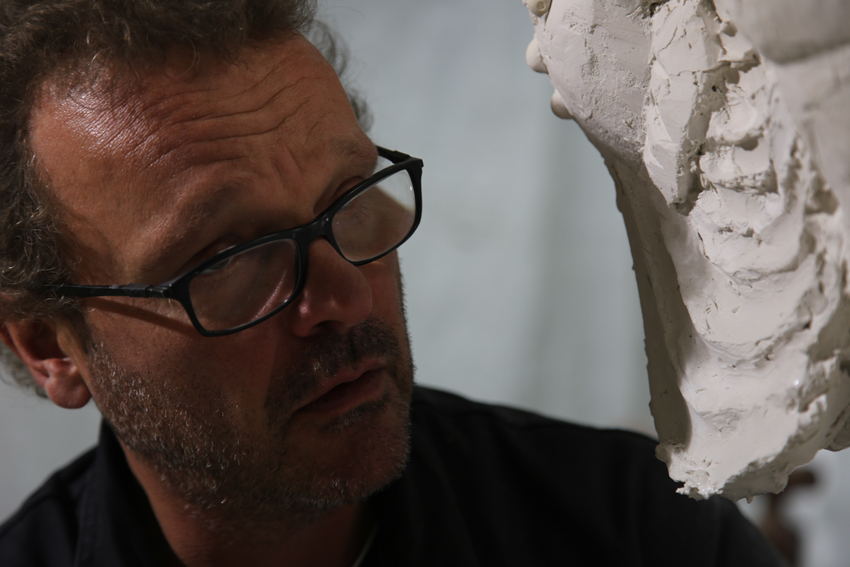
Marcus Golter

Marcus Golter (* 1966 in Stuttgart) ist ein deutscher Bildhauer.

## Ausbildung und Werdegang
Nach seinem Abitur 1985 am Robert-Mayer-Gymnasium in Heilbronn absolvierte Golter von 1987 bis 1991 eine Steinbildhauerlehre bei Jörg Failmezger in Pleidelsheim/Neckar. Von 1991 bis 1998 studierte er Bildhauerei bei Professor Bernd Göbel an der Hochschule für Kunst und Design Burg Giebichenstein in Halle/Saale, wo er 1998 sein Diplom erhielt, und war dort anschließend bis 2000 Meisterschüler. Er war der erste westdeutsche Student an der Kunsthochschule in Halle nach der Wiedervereinigung.
Er lebt und arbeitet in Potsdam als freischaffender Künstler.

## Künstlerisches Schaffen
Golter ist bekannt für seine Fähigkeit, zeitgenössische Kunst mit historischen Kontexten zu verbinden, was sich besonders in seinen Arbeiten am Stadtgottesacker in Halle und am Magdeburger Dom zeigt. Dort hat er für das Hauptportal gemeinsam mit Cornelia Thümmel und Martin Roedel fünf moderne Wasserspeier angefertigt. 

## Arbeiten am Stadtgottesacker Halle
Golters bedeutendstes Projekt ist seine langjährige Arbeit am Stadtgottesacker in Halle/Saale. Seine Diplomarbeit im Jahr 1998 war der erste neugeschaffene Bogen (Nummer 13) mit modernen Reliefs. Über einen Zeitraum von mehr als zwanzig Jahren schuf Golter insgesamt 13 Gruftbögen mit neuen Reliefs für den Stadtgottesacker. Auftraggeber war die Bauhütte Stadtgottesacker Halle e. V. Bei der Gestaltung der Reliefs setzte sich Golter intensiv mit der Geschichte des Ortes und den Vorbesitzern der Grüfte auseinander. Seine Arbeiten erzählen, wo möglich, Details aus dem Leben der dort Bestatteten und tragen so zur Funktion des Stadtgottesackers als „Chronik in Stein“ bei. Ein Beispiel für Golters künstlerischen Ansatz ist der Bogen 29, bei dem er den Übergang vom Diesseits zum Jenseits thematisiert, symbolisiert durch Vogelschwärme und unter Einbeziehung des Motivs des Jüngsten Gerichts.

## Auszeichnungen und Anerkennung
- 2007: Peter-Parler-Preis der Deutschen Stiftung Denkmalschutz und des Steinmetzhandwerks für seine Arbeit am Stadtgottesacker/Halle.
- 2013: Peter-Parler-Preis (gemeinsam mit Kornelia Thümmel und Martin Roedel) für die Neugestaltung von Wasserspeiern am Magdeburger Dom
- 2014: Kunstpreis der Bernd-und-Gisela-Rosenheim-Stiftung für die Skulpturen Kassandra und Kuroi
- 2017: 1. Preis, Preisfigur für den Max-Dortu-Preis für Zivilcourage und gelebte Demokratie, Landeshauptstadt Potsdam
- 2018: Deutscher Preis für Denkmalschutz (Silberne Halbkugel) für die Bauhütte Stadtgottesacker e. V.[1]

## Ausstellungen und freie Arbeiten
Golters Arbeiten sind deutschlandweit zu sehen. Neben den Bogenreliefs am Stadtgottesacker in Halle/S. und dem Wasserspeier am Magdeburger Dom finden sich zwei Porträts der Namensgeber am Langenbeck-Virchow-Haus in Berlin. Eine seiner Großskulpturen ist in Beelitz/Brandenburg zu sehen. Nach Gewinn des 1. Preises beim Brunnenwettbewerb errichtete er einen Brunnen für die Stiftung St. Cyriaki et Antonii in Halle/S. mit der Malerin und Grafikerin Tatiana Skalko-Karlovski. Weitere Arbeiten finden sich in der Staatlichen Galerie Moritzburg in Halle/S., der Staatsgalerie Stuttgart, dem British Museum in London, den Staatlichen Kunstsammlungen Dresden (Münzkabinett) sowie der Stiftung Preußischer Kulturbesitz, Berlin. 
Neben seinen Arbeiten am Stadtgottesacker ist Golter als freischaffender Künstler in Potsdam tätig, wo er seit 25 Jahren Plastiken und Skulpturen schafft.

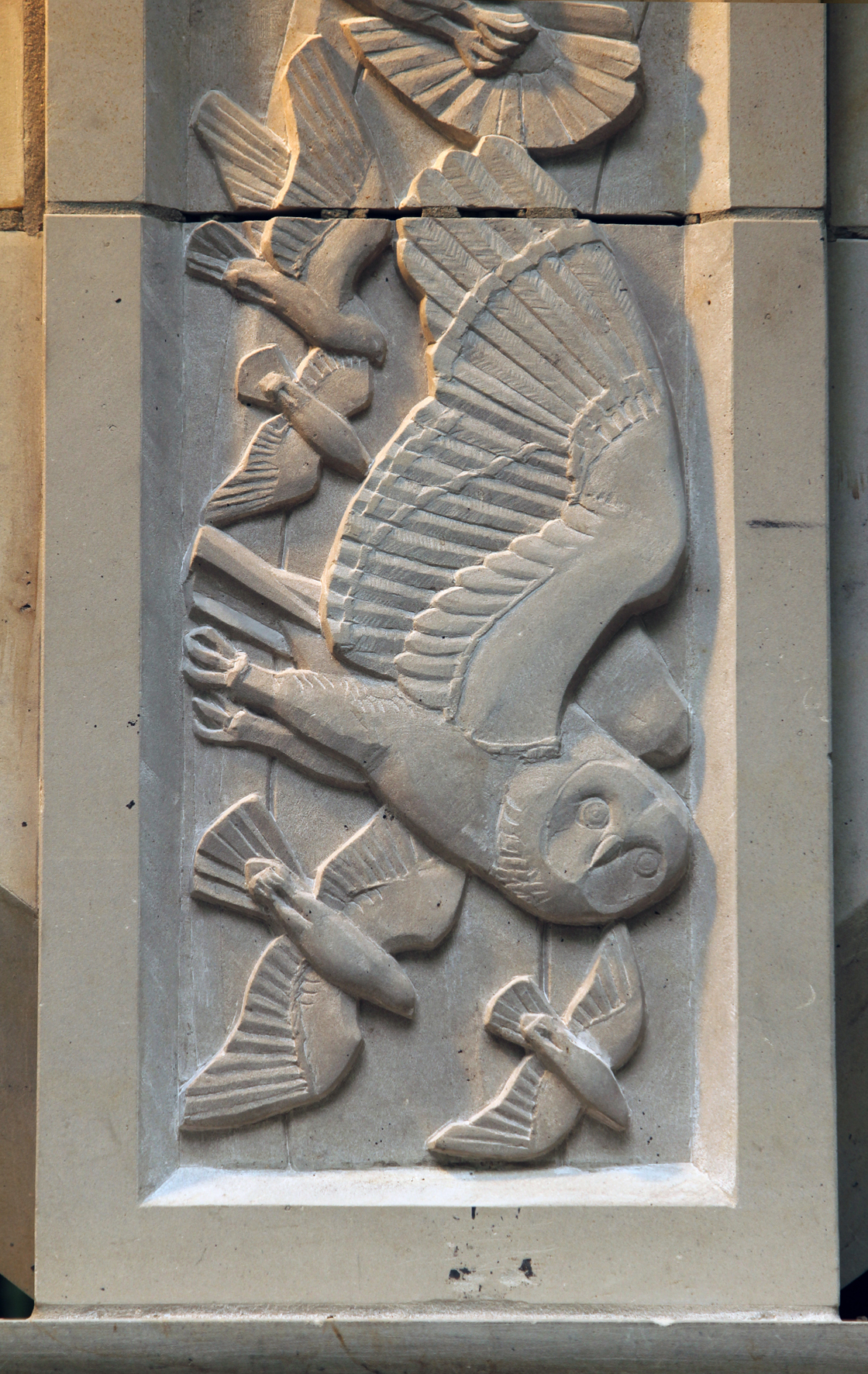
Bogenrelief, Stadtgottesacker Halle

In Potsdam arbeitet Golter seit 2020 gemeinsam mit dem Maler Martin Mehlitz an dem Projekt „Potsdamer Köpfe“. In diesem Langzeitprojekt porträtieren die beiden Künstler Menschen, die die Stadt Potsdam prägen. Golter fertigt dabei lebensgroße Büsten aus Beton. Die Arbeiten wurden 2022 im Potsdamer Museumshaus „Im Güldenen Arm“ ausgestellt.

## Rezeption
Der Kunsthistoriker Joachim Penzel würdigt in seinem Buch Ein Requiem in Stein die Arbeit von Golter und anderen Künstlern am Stadtgottesacker. Er beschreibt, wie es den Künstlern gelungen sei, „Halles prominente Begräbnisstätte als einen exterritorialen Ort zu erschließen, auf dem die bildende Kunst unserer Hochgeschwindigkeitsgesellschaft der Gegenwart ein Refugium schafft, auf dem eine über die Tagesaktualität hinausreichende Bestimmung von Lebenssinn möglich wird“.
Marcus Golters Beitrag zur Restaurierung und künstlerischen Neugestaltung des Stadtgottesackers in Halle wird als bedeutender Teil eines einzigartigen kunsthistorischen Projekts angesehen, das die Originalsubstanz aus der Renaissance mit zeitgenössischen Reliefs zu einem deutschlandweit einzigartigen Gesamtkunstwerk verbindet. „Im historischen Kontext von Halles ältester Friedhofsanlage spricht hier ein Künstler mit moderner Sprache über Probleme von heute“, beschreibt Joachim Penzel das zwischen 1996 und 2017 entstandene Werk.

## Mitgliedschaften
- Seit 2001: Mitglied im Künstlerbund Heilbronn
- Seit 2003: Mitglied im Brandenburgischen Verband Bildender Künstlerinnen und Künstler (BVBK)[6]